# Occidente (romanzo)
Occidente è un romanzo ucronico dello scrittore e giornalista italiano Mario Farneti. È stato pubblicato da Editrice Nord nel 2001.
A questo libro succedono Attacco all'Occidente e Nuovo Impero d'Occidente che si allontanano progressivamente dal genere dell'ucronia per arrivare in quello della fantascienza.

## Trama
Allo scoppio della seconda guerra mondiale, gli Alleati riescono ad ottenere, in cambio di ingenti donazioni finanziarie e tecnologie belliche, la neutralità italiana. Intanto la Germania segue la storia e inizia la conquista dell'Europa. La guerra si conclude con un anno d'anticipo, quando l'attentato ai danni di Hitler nel 1944 ha successo. Poco dopo la vittoria Alleata, Stalin sfonda le linee difensive della coalizione e le sue armate sciamano in Europa. È la Terza guerra mondiale. L'Italia, ormai alla pari con le altre grandi potenze, grazie alla neutralità e agli aiuti americani, è l'unica potenza occidentale non indebolita dalla guerra e guida gli stati europei contro l'URSS. Gli Italiani distruggono le armate sovietiche, marciano su Mosca e catturano il dittatore russo, mentre costui tenta la fuga presso un villaggio in Armenia. L'Italia Fascista diventa una superpotenza mondiale che estende il suo dominio dall'Eritrea ai monti Urali.
Nel romanzo siamo nel 1972, alla vigilia delle celebrazioni per il cinquantenario dell'Era Fascista: in questo tempo alternativo l'Italia partecipa alla Guerra del Vietnam al fianco degli americani, con un corpo di spedizione di 15.000 uomini, per lo più volontari della MVSN, comandati dal generale Junio Valerio Borghese. Il re Umberto II abbandona la corona nel 1967, in seguito ad un'acuta sindrome depressiva contratta per la morte, nel 1964, del figlio Vittorio Emanuele, rimasto ucciso in un incidente durante una battuta di caccia in Corsica, lasciando il regno nelle mani di un ipotetico figlio minore: Carlo Alberto II. Quest'ultimo, insieme ai capitalisti italiani, decide di attuare un colpo di Stato ai danni del regime fascista, di cui non è a capo il novantenne Benito Mussolini, ma il non altrettanto popolare Galeazzo Ciano, ora Capo del Governo. Alla fine del libro il colpo di Stato fallisce e il re è esiliato. In Italia viene proclamata la Repubblica e Mussolini, tornato al potere dopo l'uccisione di Ciano in un attentato, muore poco dopo.
Il tutto è visto dagli occhi di un giovane fascista, Romano Tebaldi, il cui padre è morto nella guerra con l'URSS. L'inizio del libro lo vede combattente in Vietnam, nell'anno 1968 dove perde la ragazza amata Giulia Flaviani Morosini. Poi torna in Italia, dove parteciperà da protagonista alla repressione del colpo di Stato. Le vicende del protagonista si intrecciano con quelle di Dana Di Maggio, una giornalista italoamericana giunta in Italia formalmente per l'inaugurazione di un monumento ("Caput Mundi", in quel momento la Torre più alta del mondo, con i suoi 500 metri di altezza), ma in realtà per indagare su vicende occulte di interesse dell'OVRA e del re. Il ruolo dei due all'interno del fascismo diventerà sempre più importante, tanto da conoscere Mussolini in persona, il quale poco prima di morire nominerà Tebaldi Governatore di Roma e gli affiderà una segretissima e misteriosa missione.

## Edizioni
- Mario Farneti, Occidente, Narrativa Nord n.148 (I edizione), Editrice Nord, 2001,  p. 299, ISBN 88-429-1172-0.
- Mario Farneti, Occidente, TEADue n° 1334 (III ed.), Milano, Editori Associati, 2009,  p. 320, ISBN 978-88-502-0775-6.